# یواس‌اس تلامون (ای‌آربی-۸)
یواس‌اس تلامون (ای‌آربی-۸) (به انگلیسی: USS Telamon (ARB-8)) یک کشتی بود که طول آن ۳۲۸ فوت (۱۰۰ متر) بود. این کشتی در سال ۱۹۴۵ ساخته شد.